# Ломовка (Курская область)
Ломовка — хутор в Фатежском районе Курской области России. Входит в состав Банинского сельсовета.

## География
Хутор находится в бассейне Гниловодчика (левый приток Усожи в бассейне Свапы), в 109 км от российско-украинской границы, в 51 км к северо-западу от Курска, в 7 км к северо-востоку от районного центра — города Фатеж, в 5 км от центра сельсовета — посёлка Чермошной.
Климат
Ломовка, как и весь район, расположена в поясе умеренно континентального климата с тёплым летом и относительно тёплой зимой (Dfb в классификации Кёппена).
Часовой пояс
Хутор Ломовка, как и вся Курская область, находится в часовой зоне МСК (московское время). Смещение применяемого времени относительно UTC составляет +3:00.

## Население
| 2002 | 2010 |
| ---- | ---- |
| 11   | ↘6   |

## Инфраструктура
Личное подсобное хозяйство. В хуторе 8 домов.

## Транспорт
Ломовка находится в 4,5 км от автодороги федерального значения М2 «Крым» (Москва — Тула — Орёл — Курск — Белгород — граница с Украиной) как часть европейского маршрута E105, в 8 км от автодороги регионального значения 38К-038 (Фатеж — Дмитриев), в 1 км от автодороги межмуниципального значения 38Н-233 (М-2 «Крым» — 1-е Банино), в 25,5 км от ближайшей ж/д станции Возы (линия Орёл — Курск).
В 173 км от аэропорта имени В. Г. Шухова (недалеко от Белгорода).